# Val Sambuzza
La Val Sambuzza è una valle minore tributaria della Val Brembana, situata nel territorio amministrativo del comune di Carona, in provincia di Bergamo. 
Comprende a nord, cioè nella parte più elevata, la conca delimitata dal Monte Chierico, dal Passo di Publino, dal Pizzo Zerna e a nord-est dal Monte Masoni, con al centro il Lago di Valle Sambuzza e i Laghi di Caldirolo, e si estende in direzione sud fino alla cascata visibile dal sentiero che da Carona conduce al Rifugio Fratelli Calvi.
La valle, dai colori sgargianti e molto apprezzata dagli escursionisti in tutte le stagioni, è tristemente nota anche per incidenti mortali dovuti a frequenti cadute di slavine e valanghe.

## Accessi
Dalla provincia di Bergamo la si raggiunge per la via più breve partendo da Carona, in alta Val Brembana, da dove si prende il sentiero per il Rifugio Fratelli Calvi (strada carrabile parzialmente cementata in alcuni tratti). 
Si attraversa l'abitato di Pagliari e si prosegue lungo la carrabile. Si passa la cascata che fa confluire nel fiume Brembo le acque della Valle Sambuzza e poco più avanti, passato un doppio tornante, si lascia la carrabile e, in prossimità della fontanella, si prende il sentiero a sinistra in direzione Val Sambuzza / Passo di Publino. Passata la prima pineta si è già in Val Sambuzza. Il sentiero principale prosegue in direzione nord verso il Passo di Publino.
La valle può essere raggiunta anche salendo dalla Valle del Livrio e attraversando il Passo di Publino.

## Escursioni nella Valle
- Pizzo Zerna (2.572 m), difficoltà EE
- Monte Masoni (2.662 m), difficoltà EE
- Monte Chierico (2.535 m), difficoltà EE
- Lago di Valle Sambuzza (2.085 m), difficoltà F
- Bivacco Pedrinelli (2.353 m), difficoltà F
- Passo di Publino (2.368 m), difficoltà F
- Laghi di Caldirolo (2.257 m), difficoltà F

## Curiosità
Il Passo di Publino, che mette in comunicazione la Val Sambuzza con la Valle del Livrio, veniva utilizzato in passato dai contrabbandieri per evitare la Dogana posta lungo la via Priula sul Passo di San Marco.

## Galleria d'immagini

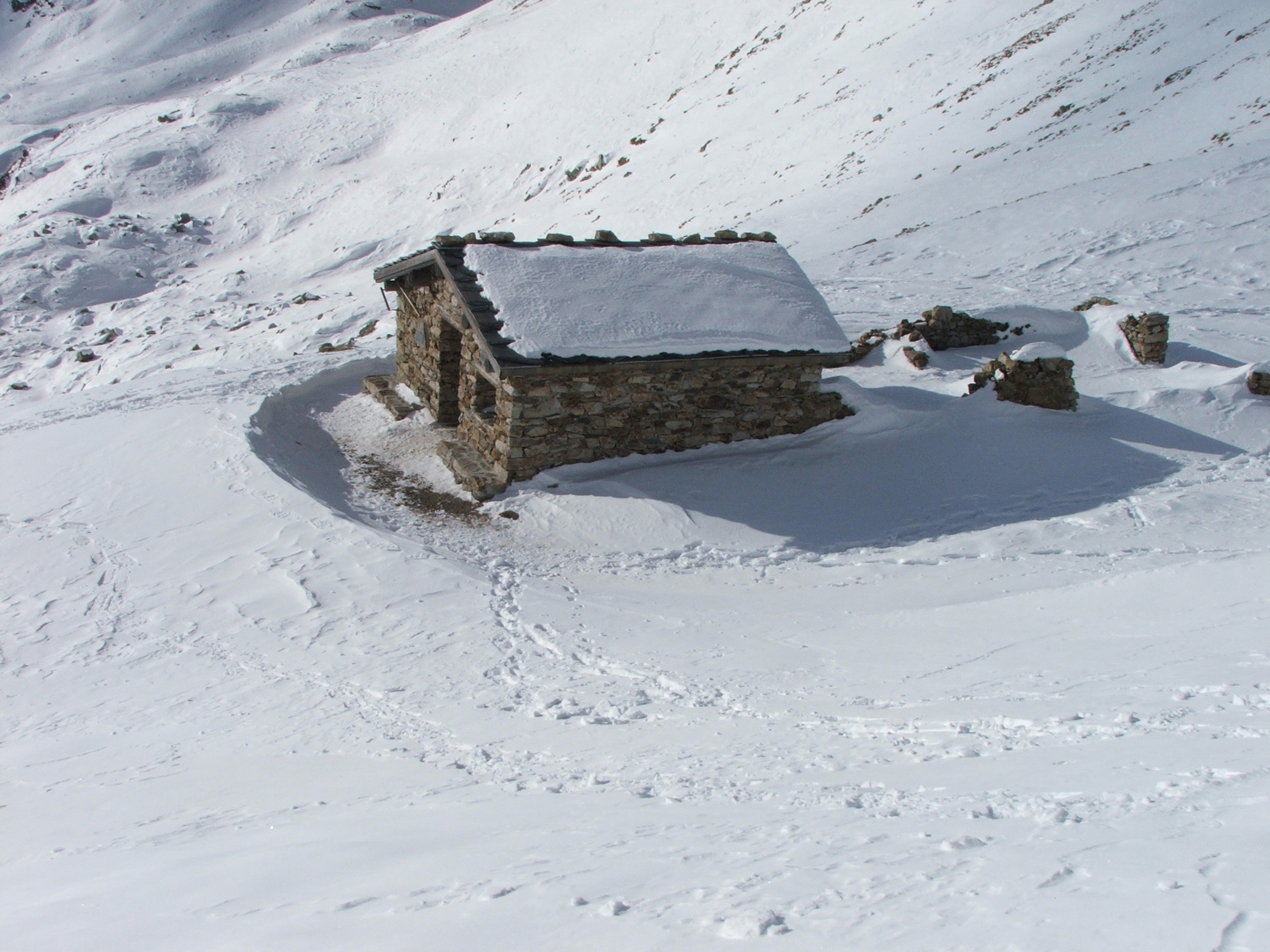
Il Bivacco Pedrinelli
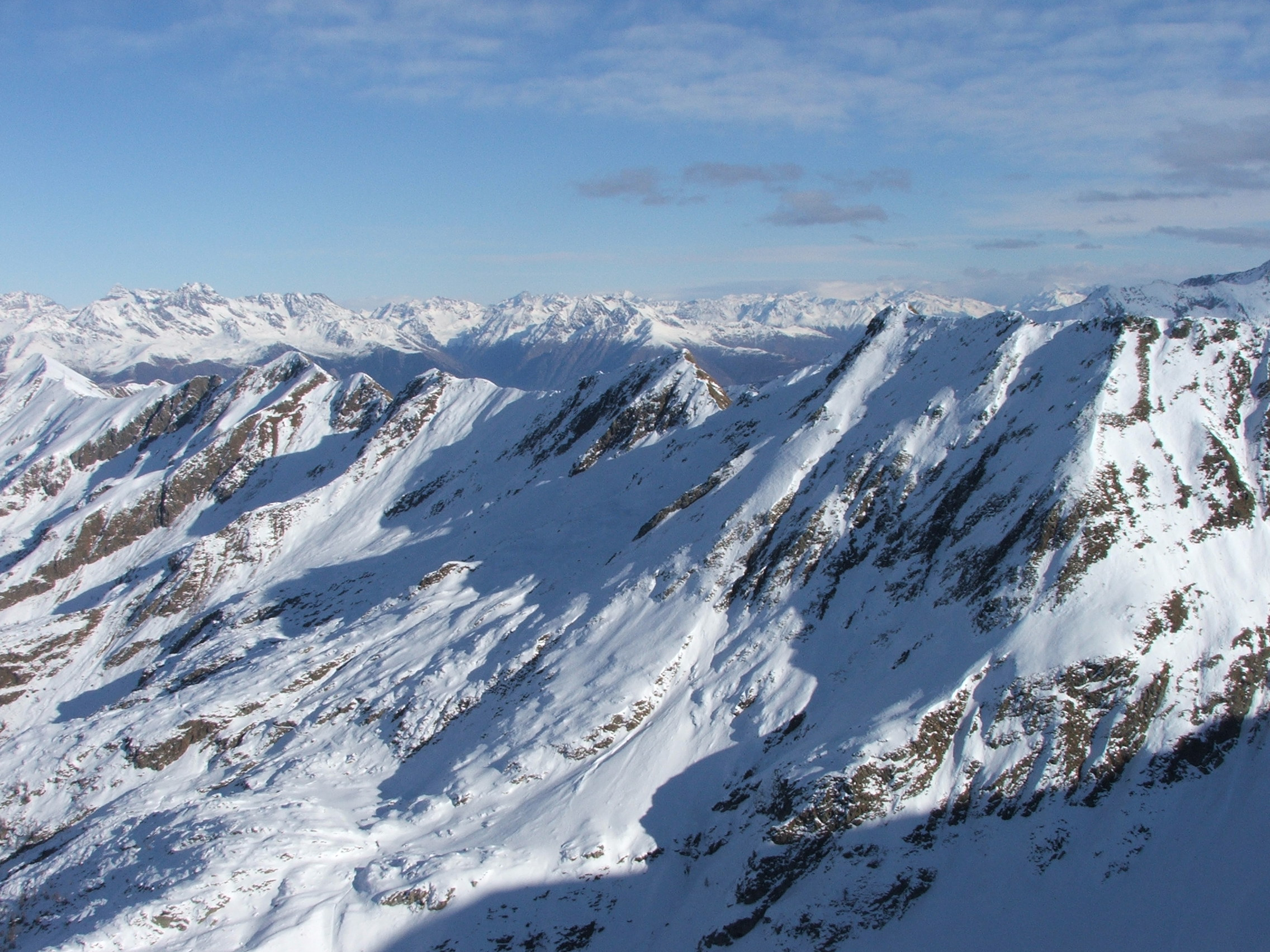
Il Passo di Publino e la cresta che lo collega al Pizzo Zerna
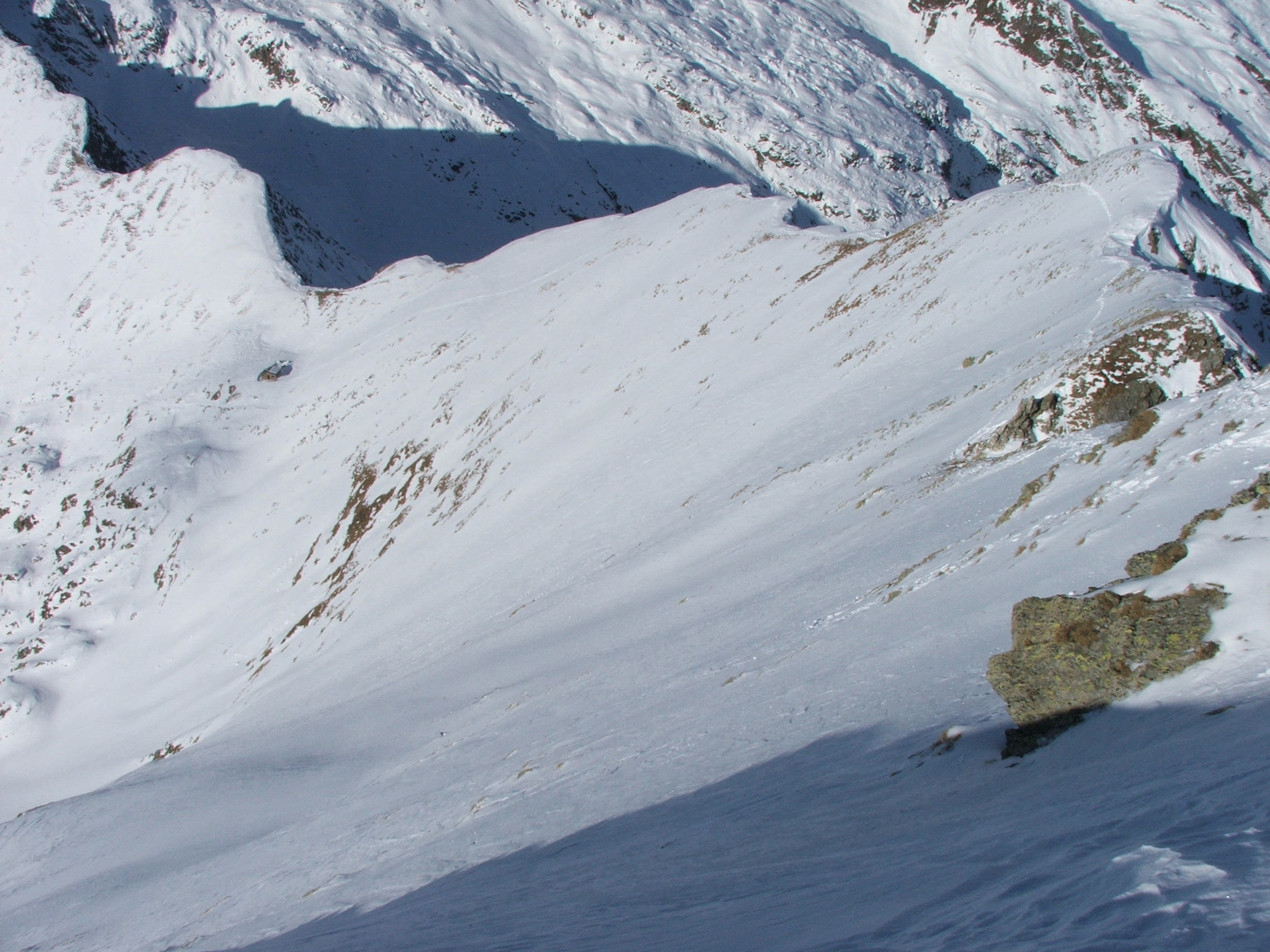
Il Passo di Publino visto in invero dal Pizzo Zerna
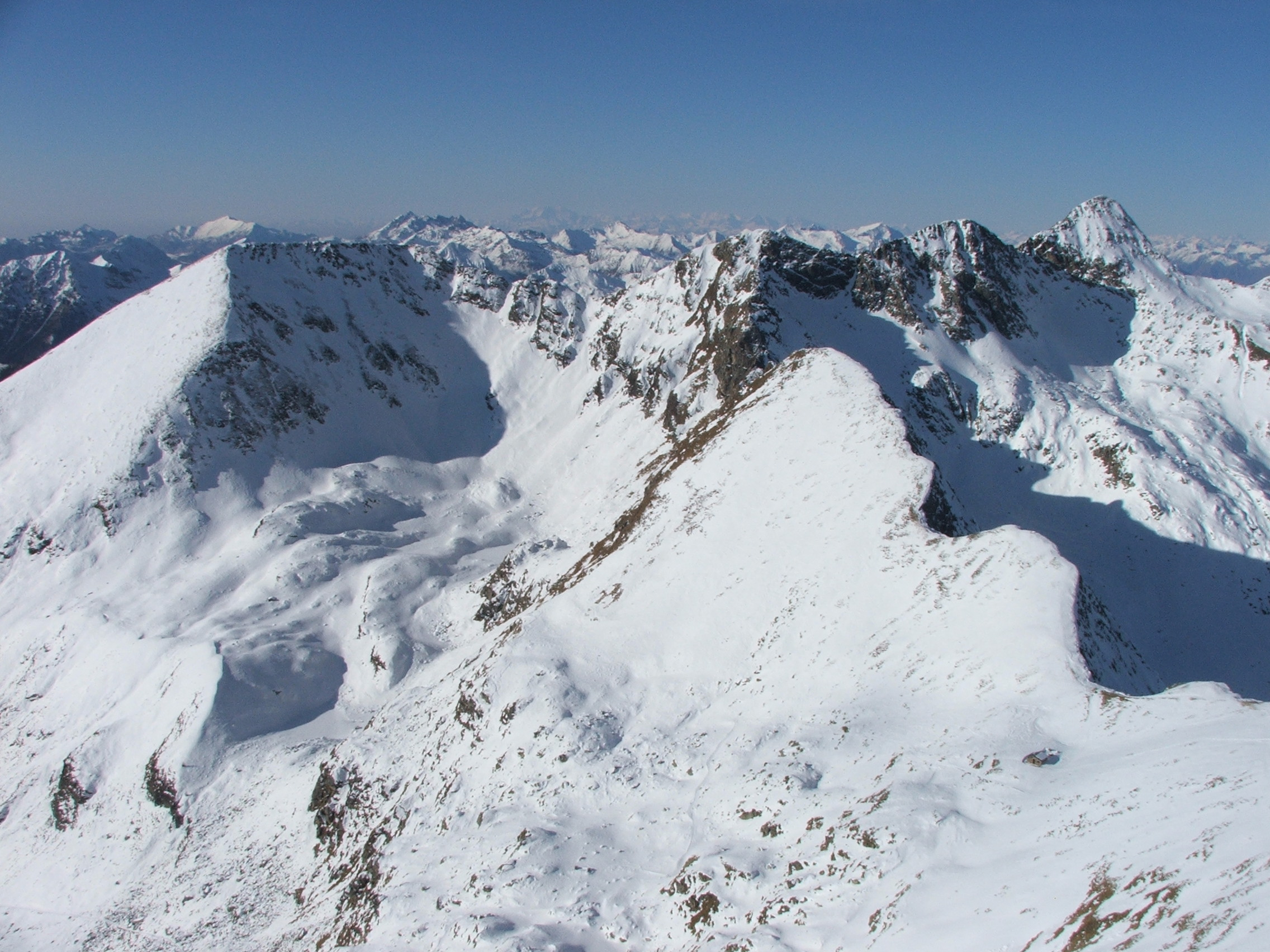
Il Monte Chierico visto dal Pizzo Zerna
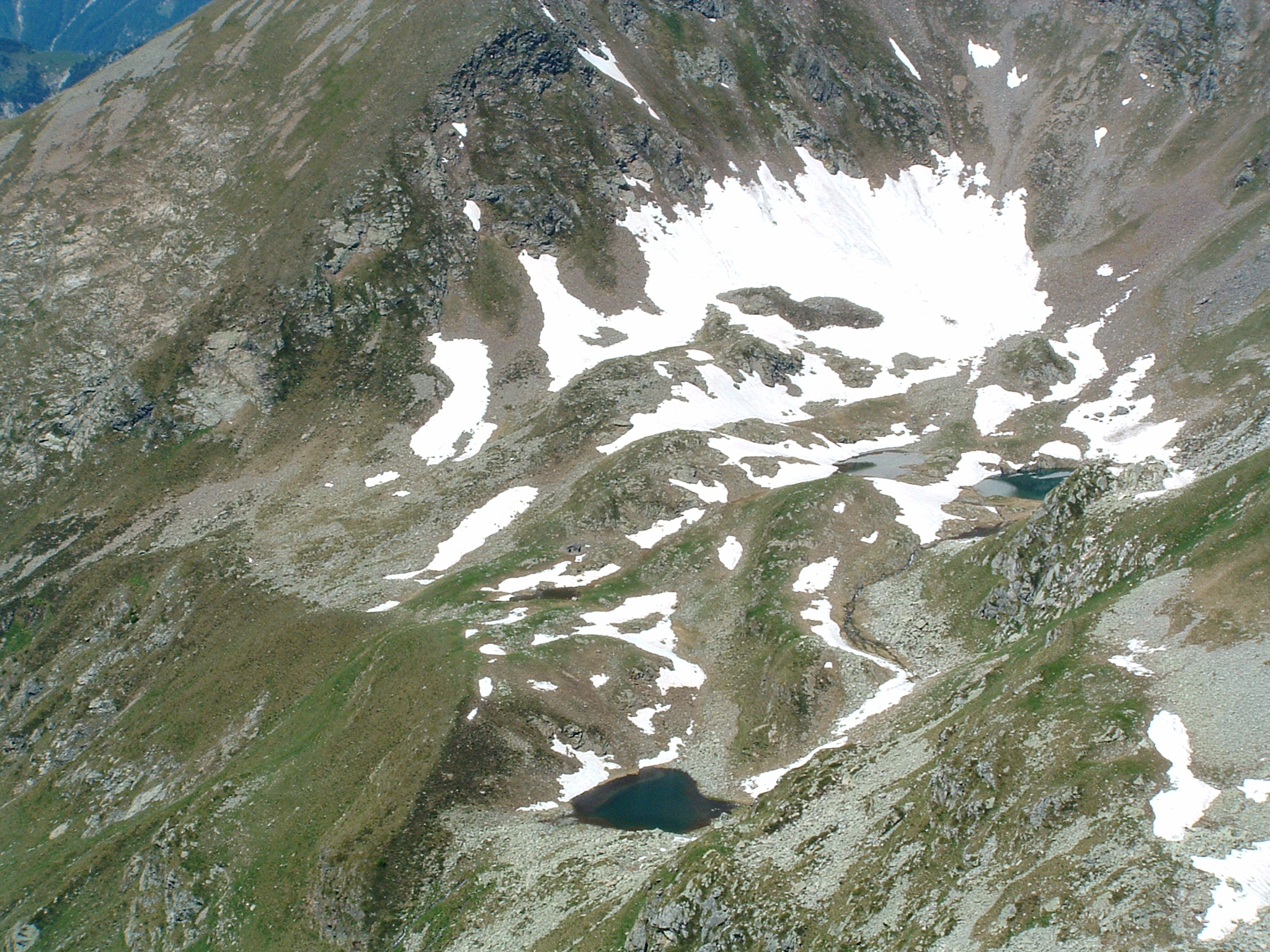
I Laghi di Caldirolo disti dal Pizzo Zerna
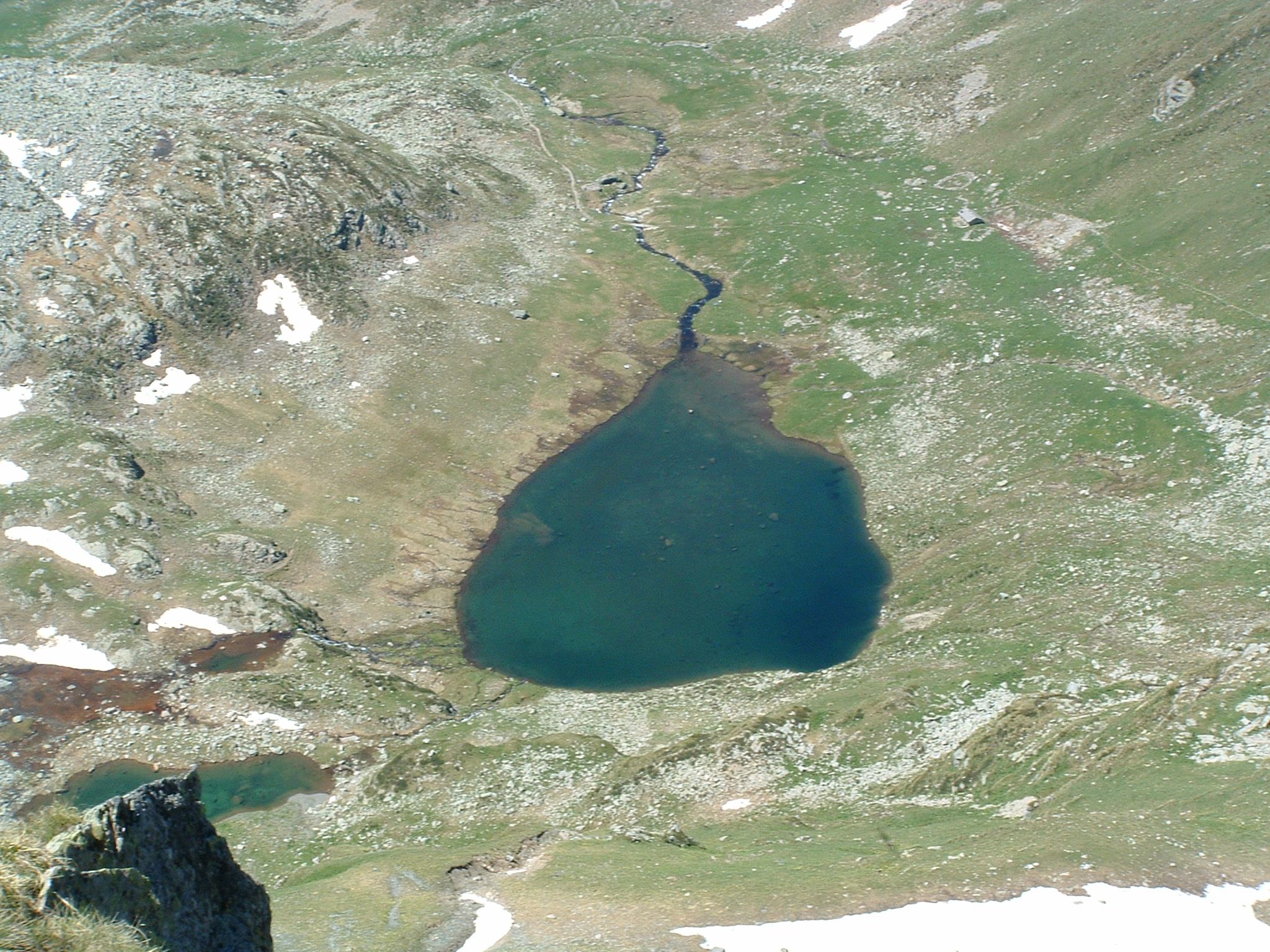
Il Lago di Valle Sambuzza